# بوئینگ دریم‌لیفتر
بوئینگ دریم‌لیفتر (انگلیسی: Boeing Dreamlifter) که اختصار به LCF معروف بوده، یک هواپیمای پهن پیکر حمل ویژه می‌باشد. کالا به وسیلهٔ طویل‌ترین بارکننده (لودر) در دنیا ، در این هواپیما قرار می‌گیرد. این هواپیما در اصل یک بوئینگ ۷۴۷-۴۰۰ با اصلاحات وسیع بوده و منحصراً برای حمل قطعات هواپیمای ۷۸۷، به پایگاه مونتاژ بوئینگ، از تأمین کنندگان در سراسر جهان استفاده می‌شود.

## تحقیق و توسعه
در ۱۳ اکتبر سال ۲۰۰۳ هواپیماهای تجاری بوئینگ اعلام کرد که، با توجه به زمان طولانی حمل قطعات توسط وسایل حمل زمینی و دریایی ،روش اصلی حمل و نقل قطعات بوئینگ ۷۸۷ (که به عنوان ۷E۷ شناخته می‌شود) ، حمل و نقل هوایی خواهد بود. در ابتدا، از سه هواپیمای مسافری بوئینگ ۷۴۷-۴۰۰ به منظور اصلاح پیکربندی، جهت حمل ویژه قطعات از شرکت‌های زیرمجموعه بوئینگ در ژاپن و ایتالیا به شمال چارلستون، کارولینای جنوبی، و سپس به ایالت واشنگتن برای مونتاژ نهایی، استفاده شد اما هواپیمای چهارم نیز متعاقباً به برنامه اضافه شد. حمل کننده‌های بار حجیم، بدنه‌ای ساخته شده شبیه هواپیمای سوپر گوپی و ایرباس بلوگا داشته که معمولاً برای حمل و نقل بال و بدنه هواپیما استفاده می‌شوند. ۶۵،۰۰۰ فوت مکعب (۱۸۴۰ متر مکعب) محفظه بار، بزرگترین محفظه حمل کالا در جهان است و می‌توان آن را معادل سه برابر حجم باری ۴۰۰-۷۴۷ دانست.

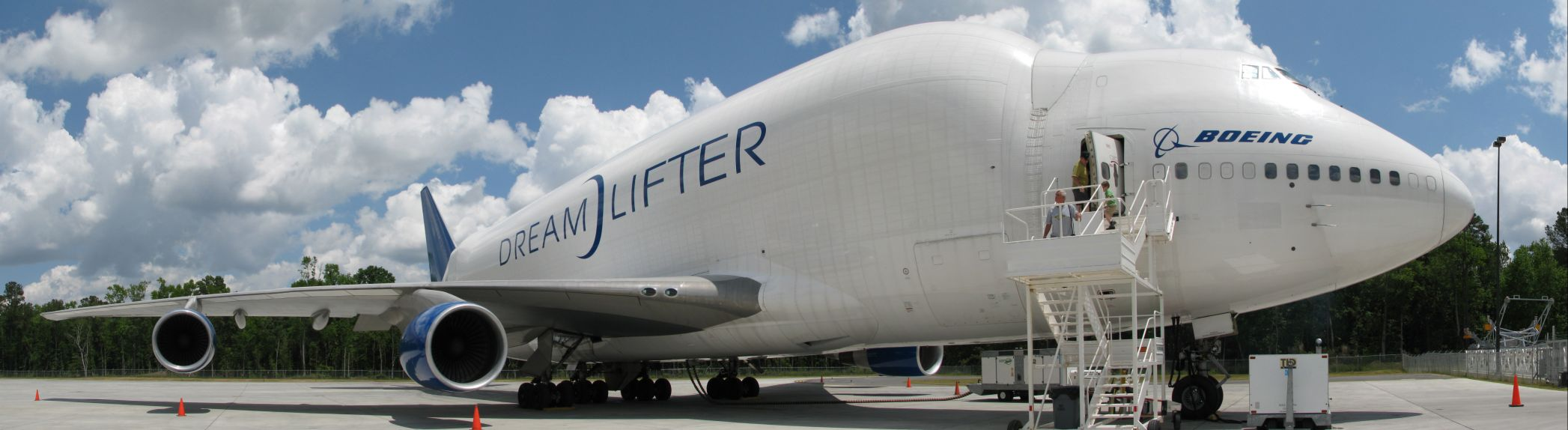
تصویر گسترده دریم لیفتر